# والتر رب (مهندس)
والتر رب (انگلیسی: Walter Robb; ۲۵ آوریل ۱۹۲۸ – ۲۳ مارس ۲۰۲۰) مهندس شیمی، و مهندس اهل ایالات متحده آمریکا بود.
وی همچنین برندهٔ جوایزی همچون مدال ملی فناوری و نوآوری شده‌است.